# Бакс (Алабама)
Бакс (англ. Bucks) — переписна місцевість (CDP) в США, в окрузі Мобіл штату Алабама. Населення — 22 особи (2020).

## Географія
Бакс розташований за координатами 31°1′0″ пн. ш. 88°1′35″ зх. д. / 31.01667° пн. ш. 88.02639° зх. д. (31.016795, -88.026339).  За даними Бюро перепису населення США в 2010 році переписна місцевість мала площу 1,10 км², з яких 1,00 км² — суходіл та 0,09 км² — водойми.

## Демографія
Згідно з переписом 2010 року, у переписній місцевості мешкали 32 особи в 18 домогосподарствах у складі 8 родин. Густота населення становила 29 осіб/км².  Було 28 помешкань (26/км²).
Расовий склад населення:
| - 59,4 % — білих - 31,3 % — чорних або афроамериканців - 3,1 % — корінних американців |

До двох чи більше рас належало 6,3 %. Частка іспаномовних становила 3,1 % від усіх жителів.
За віковим діапазоном населення розподілялося таким чином: 15,6 % — особи молодші 18 років, 78,1 % — особи у віці 18—64 років, 6,3 % — особи у віці 65 років та старші. Медіана віку мешканця становила 37,5 року. На 100 осіб жіночої статі у переписній місцевості припадало 146,2 чоловіків;  на 100 жінок у віці від 18 років та старших — 200,0 чоловіків також старших 18 років.
Цивільне працевлаштоване населення становило 25 осіб. Основні галузі зайнятості: транспорт — 100,0 %.